# Denzel Washington

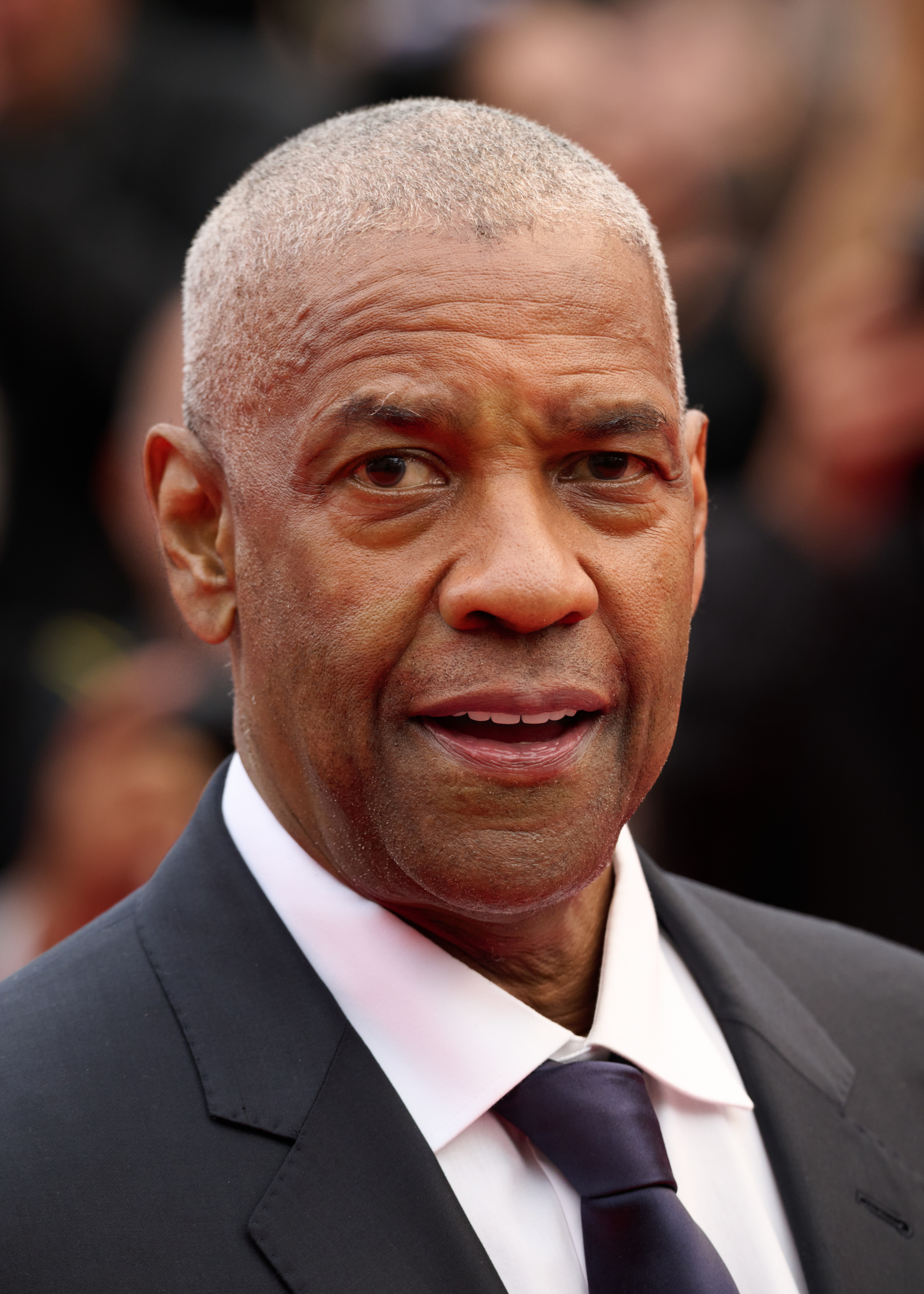
Denzel Washington (2025)

Denzel Hayes Washington Jr. [ˈwɒʃɪŋtən] (* 28. Dezember 1954 in Mount Vernon, New York) ist ein US-amerikanischer Schauspieler, Regisseur und Filmproduzent. Er ist zweifacher Oscarpreisträger und der zweite afroamerikanische Schauspieler nach Sidney Poitier, der für eine Hauptrolle mit diesem Filmpreis ausgezeichnet wurde.

## Leben

### Frühe Jahre
Washington wurde in der Nähe von New York als Sohn von Lennis Washington und Denzel Hayes Washington Sr. geboren. Seine Mutter arbeitete in einem Schönheitssalon, sein Vater war Prediger.
Washington besuchte bis 1968 zunächst die Pennington-Grimes Elementary School in Mount Vernon. Dann wurde er von seiner Mutter auf die Oakland Military Academy in New Windsor geschickt. Nach einem Journalismusstudium an der Fordham University begann er Theater zu spielen.
Er tat dies zunächst am American Conservatory Theatre in San Francisco und ging dann nach New York zurück, um Schauspieler zu werden.

### Karriere

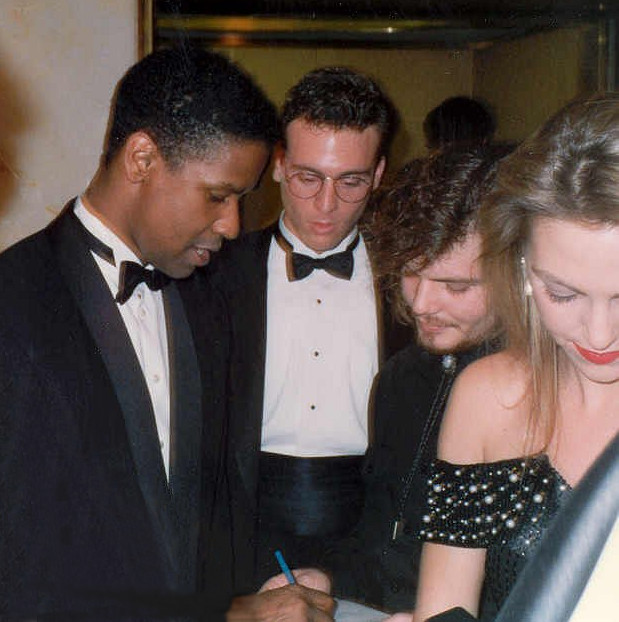
Washington bei den 62. jährlichen Academy Awards im März 1990

Washington drehte seinen ersten Kinofilm 1981 im Alter von 27 Jahren. Weitere kleinere Rollen folgten. Einem breiteren Publikum wurde er durch die Krankenhausserie Chefarzt Dr. Westphall bekannt, in der er ab 1982 sechs Jahre lang die Rolle des Dr. Phillip Chandler spielte. Seine erste bedeutende Filmhauptrolle war die des Steve Biko, des Gründers des Black Consciousness Movement (BCM), in dem Apartheidsdrama Schrei nach Freiheit. Für sie erhielt er 1988 eine Oscar-Nominierung als bester Neben- sowie eine Golden-Globe-Nominierung als bester Hauptdarsteller. Seinen Durchbruch hatte Washington 1989 mit dem Bürgerkriegsdrama Glory; für seine Darstellung des Soldaten Private Trip wurde er mit dem Oscar ausgezeichnet, erhielt einen Golden Globe Award als bester Nebendarsteller und weitere Auszeichnungen und Filmpreis-Nominierungen. 1990 spielte er eine Hauptrolle in Spike Lees Film Mo better Blues.
Mit Spike Lees Malcolm X festigte er seinen Status als einer der wichtigsten afroamerikanischen Stars in Hollywood. Für diese Rolle wurde er erneut für einen Oscar nominiert. Daneben erhielt er zahlreiche Auszeichnungen und weitere Nominierungen für renommierte Filmpreise. In den folgenden Jahren wirkte er in vielen großen Hollywoodproduktionen mit, so neben Julia Roberts in Die Akte und in der Shakespeare-Verfilmung Viel Lärm um nichts neben Kenneth Branagh, der auch Regie führte. In dem AIDS-Drama Philadelphia spielte er neben Tom Hanks die zweite Hauptrolle als dessen Rechtsanwalt. Anschließend drehte er den Cyberspace-Thriller Virtuosity an der Seite von Russell Crowe und mit Gene Hackman das U-Boot-Drama Crimson Tide um einen möglichen Atomkrieg.

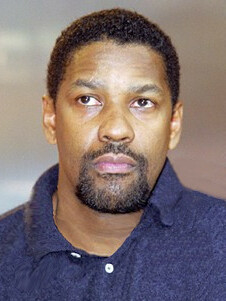
Denzel Washington (2000)

1996 spielte er mit Whitney Houston in der romantischen Komödie Rendezvous mit einem Engel. Nach Glory war er in dem Film Mut zur Wahrheit von Edward Zwick ein militärischer Ermittler und in dem Blockbuster Ausnahmezustand als Gegenspieler von Bruce Willis ein aufrechter FBI-Agent. 1998 wirkte er in Spike Lees Drama um einen Generationenkonflikt zwischen Vater und Sohn, Spiel des Lebens, mit. 1999 spielte er in der Jeffery-Deaver-Verfilmung Der Knochenjäger mit Angelina Jolie den querschnittsgelähmten Ermittler Lincoln Rhyme und überzeugte als Boxer Rubin „Hurricane“ Carter in dem Film Hurricane von Norman Jewison, der ihm seinen zweiten Golden Globe einbrachte.
Die folgenden Projekte waren Training Day und Gegen jede Regel. Die Rolle des korrupten Polizisten in Training Day brachte ihm den zweiten Oscar ein. Washington war nach Sidney Poitier der zweite afroamerikanische Schauspieler, der in der Kategorie Bester Hauptdarsteller einen Oscar gewinnen konnte (später folgten Jamie Foxx, 2005, und Forest Whitaker, 2007). Danach war er in den Filmen Déjà Vu – Wettlauf gegen die Zeit und American Gangster sowie in dem Endzeit-Thriller The Book of Eli zu sehen.

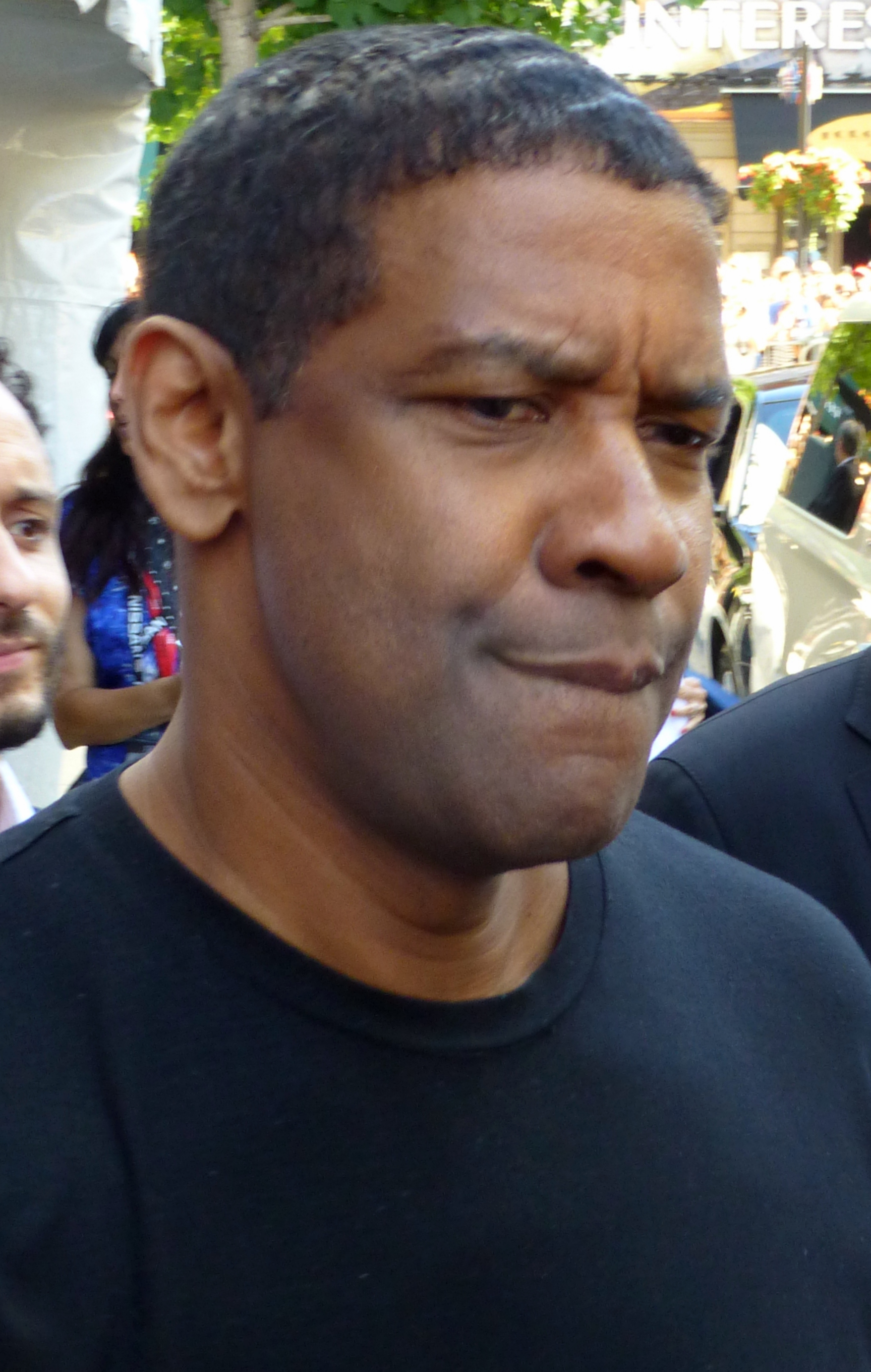
Washington beim Toronto Film Festival 2014

Inzwischen betätigt sich Washington auch als Regisseur ambitionierter Stoffe. So drehte er 2002 den Film Antwone Fisher und 2007 The Great Debaters, in denen er selbst auch jeweils eine Rolle übernahm. In Antwone Fisher war Washington in der Rolle eines Militärpsychologen zu sehen, der in therapeutischen Sitzungen die Kindheitsgeschichte eines gewalttätigen Soldaten aufdeckt. In The Great Debaters spielte er nach einem realen Vorbild die Hauptrolle des Rhetorikprofessors Mel Tolson, der aus Studenten einer afrikanisch-amerikanischen Südstaaten-Universität ein wortstarkes Debattier-Team formt.
Eine weitere Oscarnominierung erhielt er 2013 für die Rolle des William Whitaker als bester Hauptdarsteller in dem Filmdrama Flight.
Im Jahr 2014 spielte Washington in der Adaption der Fernsehserie The Equalizer den ehemaligen CIA-Agent Robert McCall (ebenso in der Fortsetzung The Equalizer 2 im Jahr 2018 und The Equalizer 3 im Jahr 2023). 2016 kam mit Die glorreichen Sieben eine Neuverfilmung des gleichnamigen Western aus dem Jahr 1960 in die Kinos. Hier übernahm er die Rolle des Sam Chisolm.
2023 wurde Washington in der tunesischen Öffentlichkeit kritisiert, weil er ihren Volkshelden Hannibal zu spielen beabsichtigt, er ihnen aber für diese Rolle „zu afrikanisch“ aussieht. Nach Ansicht der Kritiker war Hannibal nämlich hellhäutig.
2025 kam es bei den Internationalen Filmfestspielen von Cannes zu einer Überraschung: Denzel Washington wurde am Montagabend mit einer Ehrenpalme ausgezeichnet. Die Ehrung erfolgte vor der Premiere von Spike Lees neuem Thriller Highest 2 Lowest, begleitet von einem Zusammenschnitt seiner Karriere, der einige seiner bedeutendsten Rollen und filmischen Meilensteine zeigte. Festivalchef Thierry Frémaux erklärte, dass niemand außer Spike Lee von der Auszeichnung wusste.
Lee überreichte dann Washington die Ehrenpalme, legte den Arm um den Schauspieler und sagte: „Das hier ist mein Bruder. Ich liebe ihn, ich liebe ihn. Ich bin froh, dass du hier bist, wo dich alle lieben.“

### Privates
Washington ist gläubiger Christ und hatte in früheren Jahren darüber nachgedacht, Pastor zu werden. Am 21. Dezember 2024 wurde Washington in der Kelly Temple Church of God in Christ im New Yorker Stadtteil Harlem getauft, einer Glaubensgemeinschaft, die als konservative Pfingstgemeinde eingeordnet wird.
Während der Dreharbeiten zum Film Wilma im Jahr 1977 lernte Washington Pauletta Pearson kennen. Sie heirateten am 25. Juni 1983; Pearson nahm den Nachnamen ihres Mannes an. Am 28. Juli 1984 wurde ihr erster Sohn John David Washington geboren. Dieser ist nach einer kurzen Karriere als Footballer ebenfalls als Schauspieler tätig. Am 27. November 1987 kam ihre Tochter Katia Washington zur Welt. Am 10. April 1991 wurde Washington Vater von Zwillingen, Malcolm und Olivia. Im Jahr 1995 erneuerte das Paar sein Ehegelübde.

## Filmografie

### Als Darsteller
- 1977: Wilma Rudolph, die schwarze Gazelle (Wilma; Fernsehfilm)
- 1979: Flesh & Blood (Fernsehfilm)
- 1981: Eine schöne Bescherung (Carbon Copy)
- 1982–1988: Chefarzt Dr. Westphall (St. Elsewhere, Fernsehserie)
- 1984: Sergeant Waters – Eine Soldatengeschichte (A Soldier’s Story)
- 1984: License to Kill
- 1986: The George McKenna Story (Hard Lessons)
- 1986: Power – Weg zur Macht (Power)
- 1987: Schrei nach Freiheit (Cry Freedom)
- 1988: Für Königin und Vaterland (For Queen & Country)
- 1989: Glory
- 1989: Big Bad Man / Mord in der Karibik (The Mighty Quinn)
- 1990: Mo’ Better Blues
- 1990: Der Chaoten-Cop (Heart Condition)
- 1991: Ricochet – Der Aufprall (Ricochet)
- 1991: Mississippi Masala
- 1992: Liberators – Befreier (Liberators: Fighting on Two Fronts in World War II) (Erzählstimme)
- 1992: Malcolm X
- 1993: Viel Lärm um nichts (Much Ado About Nothing)
- 1993: Die Akte (The Pelican Brief)
- 1993: Philadelphia
- 1994: Hank Aaron: Chasing the Dream (Dokumentarfilm)
- 1995: Virtuosity
- 1995: Teufel in Blau (Devil in a Blue Dress)
- 1995: Crimson Tide – In tiefster Gefahr (Crimson Tide)
- 1996: Rendezvous mit einem Engel (The Preacher’s Wife)
- 1996: Mut zur Wahrheit (Courage Under Fire)
- 1997: Happily Ever After: Fairy Tales for Every Child
- 1997: Mother Goose: A Rappin’ and Rhymin’ Special
- 1998: Spike Lee’s Spiel des Lebens (He Got Game)
- 1998: Ausnahmezustand (The Siege)
- 1998: Dämon – Trau keiner Seele (Fallen)
- 1999: Der Knochenjäger (The Bone Collector)
- 1999: Hurricane (The Hurricane)
- 2000: Gegen jede Regel (Remember the Titans)
- 2001: Training Day
- 2002: Antwone Fisher
- 2002: John Q. – Verzweifelte Wut (John Q)
- 2003: Out of Time – Sein Gegner ist die Zeit (Out of Time)
- 2004: Der Manchurian Kandidat (The Manchurian Candidate)
- 2004: Mann unter Feuer (Man on Fire)
- 2006: Inside Man
- 2006: Déjà Vu – Wettlauf gegen die Zeit (Déjà Vu)
- 2007: American Gangster
- 2007: The Great Debaters
- 2008: We Have a Dream
- 2009: Die Entführung der U-Bahn Pelham 123 (The Taking of Pelham 123)
- 2010: The Book of Eli
- 2010: Unstoppable – Außer Kontrolle (Unstoppable)
- 2012: Safe House
- 2012: Flight
- 2013: 2 Guns
- 2014: The Equalizer
- 2016: Die glorreichen Sieben (The Magnificent Seven)
- 2016: Fences
- 2017: Roman J. Israel, Esq. – Die Wahrheit und nichts als die Wahrheit (Roman J. Israel, Esq.)
- 2018: The Equalizer 2
- 2021: The Little Things
- 2021: Macbeth (The Tragedy of Macbeth)
- 2023: The Equalizer 3 – The Final Chapter (The Equalizer 3)
- 2024: Gladiator II
- 2025: Highest 2 Lowest

### Als Regisseur
- 2002: Antwone Fisher
- 2007: The Great Debaters
- 2016: Fences
- 2021: A Journal for Jordan

### Als Produzent
- 2002: Antwone Fisher
- 2007: The Great Debaters
- 2010: The Book of Eli
- 2014: The Equalizer
- 2016: Fences
- 2018: The Equalizer 2
- 2020: Ma Rainey’s Black Bottom
- 2021: A Journal for Jordan
- 2023: The Equalizer 3 – The Final Chapter (The Equalizer 3)
- 2024: The Piano Lesson

## Auszeichnungen
Academy Award (Oscar)
- 1990: Bester Nebendarsteller (Glory)
- 2002: Bester Hauptdarsteller (Training Day)

Nominierungen:
- 1988: Bester Nebendarsteller (Schrei nach Freiheit)
- 1993: Bester Hauptdarsteller (Malcolm X)
- 2000: Bester Hauptdarsteller (Hurricane)
- 2013: Bester Hauptdarsteller (Flight)
- 2017: Bester Hauptdarsteller (Fences)
- 2017: Bester Film (Fences)
- 2018: Bester Hauptdarsteller (Roman J. Israel, Esq.)
- 2022: Bester Hauptdarsteller (Macbeth)

Critics’ Choice Movie Award
- 2003: Freedom Award (Antwone Fisher)

Nominierungen:
- 2013: Bester Hauptdarsteller (Flight)
- 2017: Beste Regie (Fences)
- 2017: Bester Hauptdarsteller (Fences)[12]
- 2022: Bester Hauptdarsteller (Macbeth)

Golden Globe Awards
- 1989: Bester Nebendarsteller (Glory)
- 1999: Bester Hauptdarsteller Film Drama (Hurricane)
- 2016: Cecil B. DeMille Award für das Lebenswerk

Nominierungen:
- 1987: Bester Hauptdarsteller Film Drama (Schrei nach Freiheit)
- 1993: Bester Hauptdarsteller Film Drama (Malcolm X)
- 2002: Bester Hauptdarsteller Film Drama (Training Day)
- 2007: Bester Hauptdarsteller Film Drama (American Gangster)
- 2013: Bester Hauptdarsteller Film Drama (Flight)
- 2017: Bester Hauptdarsteller Film Drama (Fences)[13]
- 2018: Bester Hauptdarsteller Film Drama (Roman J. Israel, Esq.)
- 2022: Bester Hauptdarsteller Film Drama (Macbeth)
- 2025: Bester Nebendarsteller Film (Gladiator 2)

Black Reel Award
- 1999: Bester Nebendarsteller (The Hurricane)
- 2001: Bester Hauptdarsteller[14] (Training Day)
- 2002: Bester Nebendarsteller (Remember The Titans)
- 2013: Bester Hauptdarsteller (Flight)

Nominierungen:
- 2002: Bester Nebendarsteller (Antwone Fisher)
- 2003: Bester Hauptdarsteller (John Q)
- 2004: Bester Hauptdarsteller (Out of Time)
- 2007: Bester Hauptdarsteller (Inside Man)
- 2010: Bester Hauptdarsteller (The Taking of Pelham 123)
- 2011: Bester Hauptdarsteller (The Book of Eli)
- 2011: Bester Hauptdarsteller (Unstoppable)

Goldene Kamera
- 2012: Bester Schauspieler International

NAACP Image Award
- 1990: Bester Nebendarsteller (Glory)

Image Award
- 1993: Bester Hauptdarsteller (Mississippi Masala)
- 1994: Bester Hauptdarsteller (Malcolm X)
- 1995: Bester Film (Malcolm X)
- 1995: Bester Hauptdarsteller (Malcolm X)
- 1996: Bester Hauptdarsteller (Crimson Tide – In tiefster Gefahr)
- 1997: Bester Hauptdarsteller (Mut zur Wahrheit)
- 2000: Bester Hauptdarsteller (Hurricane)
- 2001: Bester Film (Gegen jede Regel)
- 2001: Bester Hauptdarsteller (Gegen jede Regel)
- 2002: Bester Hauptdarsteller (Training Day)
- 2003: Bester Hauptdarsteller (John Q. – Verzweifelte Wut)
- 2008: Bester Film (The Great Debaters)
- 2008: Bester Hauptdarsteller (The Great Debaters)
- 2011: Bester Hauptdarsteller (The Book of Eli)
- 2013: Bester Hauptdarsteller (Flight)

Berlinale
- 1993: Silberner Bär (Malcolm X)
- 2000: Silberner Bär (The Hurricane)

MTV-Award
- 1993: Bester Hauptdarsteller (Malcolm X)
- 2002: Bester Bösewicht (Training Day)

New York Film Critics Circle Award
- 1992: Bester Hauptdarsteller (Malcolm X)

Nominierungen:
- 1989: Bester Nebendarsteller (Glory)

Screen Actors Guild Awards
- 2017: Bester Hauptdarsteller (Fences)

Weitere Auszeichnungen
- Sexiest Man Alive (1996)
- Tony Awards 2010 für Fences (Bester Hauptdarsteller)
- Mitglied der American Academy of Arts and Sciences (2010)
- Kansas City Film Critics Circle Award Bester Nebendarsteller (Glory)
- International Cinematographers Guild Publicists Awards 2017: Motion Picture Showman of the Year[15]
- AFI Life Achievement Award 2019
- Presidential Medal of Freedom 2022

weitere Nominierungen:
- Chicago Film Critics Association Award Bester Nebendarsteller (Glory)
- National Society of Film Critics Award Bester Nebendarsteller (Glory)
- Golden Satellite Award Bester Darsteller (Gegen jede Regel)

## Deutsche Synchronisation
Washingtons deutscher Synchronsprecher war zunächst Christian Toberentz in dem Kinofilm Sergeant Waters – Eine Soldatengeschichte (1985). Toberentz synchronisierte ihn auch von 1990 bis 1992 in der Fernsehserie Chefarzt Dr. Westphall. Von 1991 bis 2018 sprach ihn Leon Boden. Während dieser Zeit wurde er nur in zwei Filmen von anderen Synchronsprechern gesprochen. Im Film Malcolm X (1992) lieh ihm Randolf Kronberg seine Stimme und in Spike Lee’s Spiel des Lebens (1998) sprach ihn Tom Vogt. Boden sprach Denzel Washington bereits im Film Big Bad Man (1989). In seinen Anfangsjahren hatte Washington keine Feststimme, so wurde er von 1984 bis 1990 beispielsweise schon jeweils einmal von Thomas Petruo († 2018), Stephan Schwartz, Detlef Bierstedt, Lutz Mackensy, Manfred Lehmann und Christian Brückner gesprochen.
Seit dem Tod von Leon Boden im April 2020 hat Washington momentan noch keine neue Feststimme, wobei zuletzt öfter Sven Brieger besetzt wurde.